# Tyskie
Tyskie is na Żywiec het populairste bier van Polen. Het wordt gebrouwen door de Tyskie Browary Książęce (Prinselijke Brouwerijen Tyskie) in Tychy van Kompania Piwowarska, voorheen een dochteronderneming van het Zuid-Afrikaanse SABMiller. De brouwerij is opgericht in 1629 en de productie van bier is naar verluidt sindsdien nooit onderbroken geweest. In december 2016 werden de Oost-Europese activiteiten van AB InBev (inmiddels gefuseerd met SABMiller) overgenomen door de Japanse Asahi Group Holdings voor een bedrag van 7,3 miljard euro, waaronder de merken als Tyskie, Lech (Polen), Pilsner Urquell (Tsjechië), Ursus (Roemenië) en Dreher (Hongarije).

## Varianten
- Tyskie Gronie, meestal Tyskie genoemd - is een pils gebaseerd op het traditionele recept uit de 17de eeuw. Het is een helder, licht bier, zacht maar toch relatief sterk. Vergeleken met het meeste Poolse bier heeft het een goed ontwikkelde smaak en is nogal bitter, het doet denken aan Tsjechisch pils. 5,6% alcohol. Dit bier wordt eveneens door Grolsch gebrouwen voor de Nederlandse markt.
- Tyskie Książęce, meestal Książęce genoemd - is een bier dat meer lijkt op ale dan op traditioneel pils. Het is zoeter en zachter dan Gronie en bevat meer kooldioxide. 5,7% alcohol.

## Onderscheidingen
Tyskie heeft in 2002, 2004 en 2005 prijzen gewonnen in de Brewing Industry International Awards, in Brussel won het in 2001 de Monde Selection en in 1999 en 2000 Australian International Beer Awards.
Tyskie is shirtsponsor van voetbalclub Wisła Kraków.

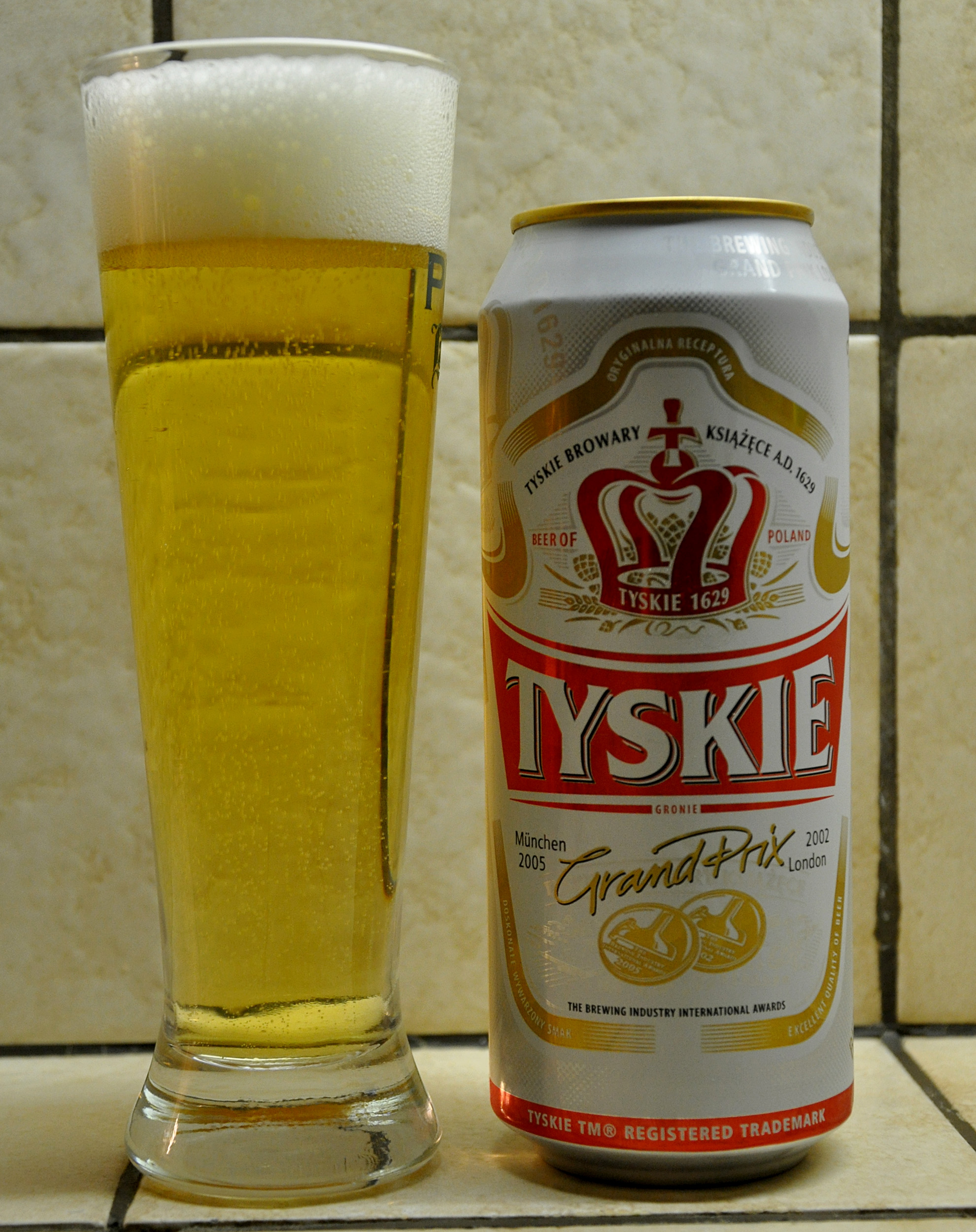
Tyskie Gronie (pils)
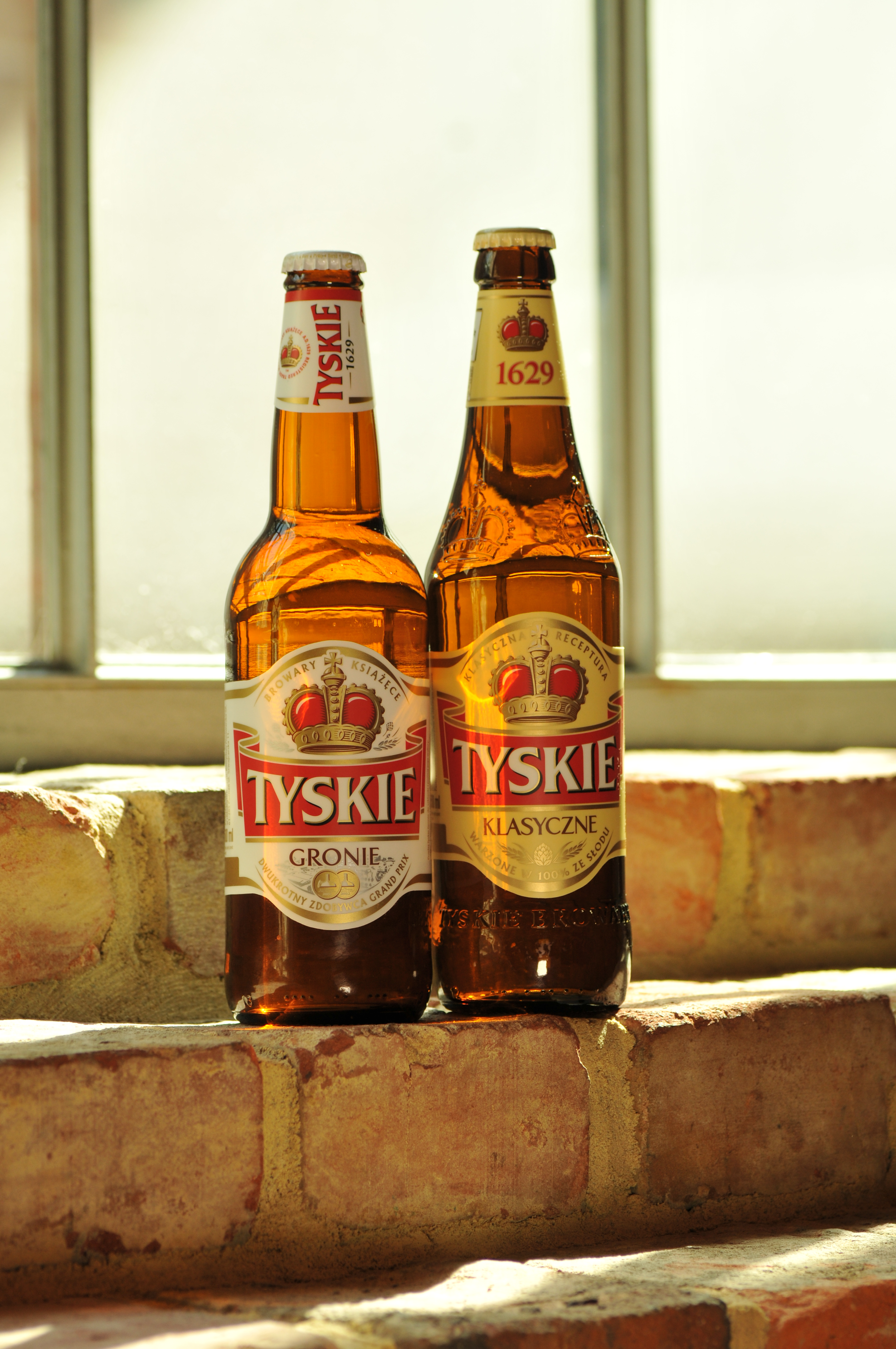
Tyskie Gronie (pils) en Książęce (ale)